# Biogoriva
Biogoriva su goriva koja se dobivaju preradom biomase. Njihova energija je dobivena fiksacijom ugljika, tj. redukcijom ugljika iz zraka u organske spojeve. Za razliku od ugljika koji oslobađaju fosilna goriva mijenjajući klimatske uvjete na Zemlji, ugljik u biogorivima dolazi iz atmosfere, odakle ga biljke uzimaju tijekom rasta. Iako su fosilna goriva dobivena fiksacijom ugljika, ne smatraju se biogorivima jer sadrže ugljik koji se ne izmjenjuje u prirodi već dugo vremena. Biogoriva postaju popularna zbog rasta cijena nafte, potrebe za sigurnijom dobavom energije, zabrinutosti zbog štetnih emisija stakleničkih plinova ...
2010. godine svjetska proizvodnja biogoriva dosegla je 105 milijardi litara, s porastom od 17% u odnosu na 2009. godinu. U prometu ona zauzimaju 2,7%, s najvećim udjelom bioetanola i biodizela. Svjetska proizvodnja bioetanola je dosegla 86 milijardi litara, a najveći proizvođači su Sjedinjene Američke Države i Brazil (zauzimaju 90% svjetske proizvodnje). Najveći proizvođači biodizela su zemlje Europske unije s udjelom od 53% u svjetskoj proizvodnji. Prema podatcima Internacionalne energetske agencije („International Energy Agency“), do 2050. godine biogoriva mogu zadovoljiti četvrtinu svjetske potrebe za gorivima u prometu.
Globalno, biogoriva se najčešće koriste za prijevoz i u kućanstvu.
Većina goriva za prijevozna sredstva su kapljevita jer vozila zahtijevaju veliku gustoću energije, kao što je ona koja je sadržana u kapljevinama i krutinama. Veliku gustoću energije najlakše i najefikasnije je dobiti motorom s unutarnjim izgaranjem, a on zahtijeva da gorivo bude čisto. Goriva koja najlakše izgaraju su kapljevita i plinovita (mogu se ukapljivati), praktična su za prijenos i izgaraju čisto (bez krutih produkata).

## Vrste

### Prva generacija biogoriva
Prva generacija biogoriva su biogoriva sastavljena od šećera, škroba, biljnog ulja i životinjskih masti, korištenjem konvencionalnih tehnologija. Osnovne sirovine za proizvodnju biogoriva prve generacije često su žitarice i sjemenje poput pšenice koje daje škrob, zatim fermentacijom prelazi u bioetanol. Korištenjem suncokretovih sjemenki se dobiva biodizel.

#### Bioalkoholi
Biološki proizvedeni alkoholi, najčešće etanol, rijetko propanol i butanol, dobivaju se radom mikroorganizama i enzima - fermentacijom šećera ili škroba (najlakše), ili celuloze (teže). 
Bioetanol predstavlja alternativu benzinu. U SAD-u se uglavnom dobiva iz kukuruza gdje etanolske smjese čine oko 9% ukupne godišnje prodaje benzina. Pretpostavlja se kako su američka vozila od 1979. godine do danas prešla približno 3 milijarde kilometara koristeći etanolske smjese. Većina današnjih automobila može voziti na mješavine s 15% bioetanola i ostatkom benzina. Etanol ima manju gustoću energije od benzina, tj. potrebna je veća masa bioetanola da bi se proizveo isti rad. Prednost etanola (CH3CH2OH) je veći oktanski broj što omogućava veći kompresijski omjer motora za povećanu termalnu efikasnost.  U Brazilu, koji je i vodeća zemlja u svijetu u proizvodnji i primjeni etanola za vozila, bioetanol se dobiva iz šećerne trske. Oko 15% brazilskih vozila se kreće na čisti etanol dok preostala koriste dvadesetpostotnu smjesu s benzinom. Bioetanol se može dobivati i od ostalih žitarica kao što su pšenica i ječam te od krumpira. Postoji niz načina za proizvodnju bioetanola, a glavni je dry-mill metodom, koja se provodi kroz nekoliko faza:
1. Kukuruz ili neka druga žitarica se melje i dobiva prah
2. Mješavina sastavljena od tog žitnog praha, vode i enzima ulazi u visokotemperaturnu peć gdje se pretvara u tekuće stanje. Tom procesu potpomaže enzim koji otapa žitne spojeve.
3. Tekućina je ohlađena i miješa se s drugim enzimom. Taj enzim pretvara škrob u šećer, koji kasnije fermentira i pretvara se u alkohol.
4. U šećernu mješavinu se dodaje kvasac pri čemu započinje proces fermentacije. Šećer se otapa na etanol i ugljik dioksid.
5. Nakon fermentacije iz mješavine se odvaja etanol
6. Od odvojenog etanola se procesom dehidracije uklanja voda
7. U etanol se dodaje mala količina benzina da bi ga se učinilo nepitkim.

U proizvodnji i uporabi bioetanola dobivenog iz celuloze emitira se 0,22 kg/l CO2, a kod benzina 2,45 kg/l što je 91% više. Bioetanol dobiven iz kukuruza emitira 1,94 kg/l CO2 (22% manje od benzina), a onaj dobiven iz šećerne trske 1,07% (56% manje od benzina). Maloprodajna cijena etanola iz kukuruza u SAD-u 2007. godine bila je 3,58 kuna po litri, a benzina 4,15 kuna/l. Međutim, cijena za količinu energije koja odgovara jednoj litri benzina iznosila je 5,08 kuna. Brazil konkurira SAD-u u proizvodnji etanola zahvaljujući šećernoj trski, koja daje od 5700 do 7600 litara po hektaru, dvostruko više od kukuruza. Stabljike sadrže 20% šećera koji fermentira u alkohol, a otpad se može rabiti kao gorivo za pogon destilerije, smanjujući uporabu fosilnih goriva. Višegodišnje trave poput prerijske trave rastu na tlima nepogodnima za druge kulture, i mogle bi zadovoljiti do 13% svjetskih potreba za naftom, ako se razvije učinkovit postupak pretvaranja celuloze u alkohol. Energija fosilnih goriva utrošena u proizvodnju etanola iz kukuruza i dobivena energija proizvedenog etanola odnose se kao 1:1,3. Energija fosilnih goriva utrošena na proizvodnju etanola iz šećerne trske i energije dobivenog etanola odnose se kao 1:8, a za proizvodnju etanola iz celuloze i energija dobivenog etanola kao 1 prema 2 ili do 36, ovisno o metodi proizvodnje.
Za proizvodnju metanola mogu se koristiti sirovine s visokim udjelom celuloze, kao što je drvo i neki ostaci iz poljoprivrede. Tehnologija je posve različita od one za proizvodnju etanola. U prvoj se sirovina konvertira u plinoviti međuproizvod iz kojeg se sintetizira metanol. Faza sinteze metanola je dobro poznata i komercijalno dokazana, dok je faza rasplinjavanja još u razvoju. Takva istraživanja se provode u zemljama s velikim drvnim potencijalom kao što su Švedska i Brazil. Po mnogim su svojstvima etanol i metanol vrlo slični benzinu. Za dodavanje do 20% etanola u benzin, nisu potrebne nikakve preinake ni zahvati na motoru, dok za veće udjele ili za pogon samo na etanol, treba djelomično modificirati motor što poskupljuje cijenu takvih vozila za oko 5 do 10%. Slično kao etanol, metanol se može koristiti kao dodatak benzinu ili kao posebno gorivo. Zbog ponešto drukčijeg načina izgaranja nego benzin, mogu se pojaviti određene poteškoće koje se rješavaju dodavanjem određenih tvari.
Butanol (C4H9OH) dobiva se ABE fermentacijom (aceton, butanol, etanol) i eksperimentalne modifikacije procesa pokazuju potencijalno visoke dobitke energije s butanolom kao jedinim kapljevitim produktom. Butanol će davati više energije i navodno može izgarati izravno u sadašnjim benzinskim motorima (bez modifikacija na konstrukciji), manje je korozivan i manje topiv u vodi od etanola.

#### Biodizel
Biodizel (metilni ester repičinog ulja) je gorivo za motorna vozila koje se dobiva od ulja uljane repice ili recikliranog otpadnog jestivog ulja. Sirovine biodizela su masti životinjskog podrijetla, biljna ulja, soja, gorušica, suncokret, palmino ulje, alge, itd. Biodizel je najčešće biogorivo u Europi. Biorazgradiv je i nije opasan za okoliš. Dok hektar kukuruza daje oko 2500 litara etanola godišnje, hektar soje oko 560 litara biodizela, svaki hektar algi u teoriji može dati više od 45 000 litara biogoriva godišnje. Kukuruz ili soja daju urod jednom godišnje, a alge se mogu ubrati svaki dan. Kemijsko preinačivanje biljnog ulja za proizvodnju biodizela troši manje energije nego destiliranje kukuruza u etanol, no problem je postotak iskorištenosti i visoka cijena. Njemačka je vodeći svjetski proizvođač koji rabi ulje krstašica. U nekim zemljama Europske unije, biodizel je u određenom postotku već zastupljen u gorivima, te također neka vozila već mogu voziti na 100%-tni biodizel. Dobiva se kroz proces esterifikacije, tako što biljno ulje reagira s metanolom i natrijevim hidroksidom kao katalizatorom, te nastaje ester masnih kiselina zajedno s ostalim nusproduktima: glicerolom, gliceridskim talogom i sapunom. Ulja se mješaju s natrijevim hidroksidom i metanolom te iz kemijske reakcije nastaje biodizel i glicerol. Jedan dio glicerola je proizveden za svakih deset dijelova biodizela. Čisti biodizel (B100), ima daleko najmanje štetne emisije među dizelskim gorivima. B100 može postati viskozniji pri nižim temperaturama, a to ovisi o sirovini iz koje je dobiven. U nekim zemljama proizvođači automobila čak daju jamstvo za korištenje biodizela u njihovim motorima. Većina današnjih vozila imaju motore koji se ne moraju prepravljati za uporabu biodizela. Budući da je biodizel dobro otapalo i čisti ostatke mineralnog dizela, filteri motora se moraju češće mijenjati jer biodizel otapa ostatke u spremniku goriva i cijevima. Također čisti i komoru za izgaranje od ostataka ugljika i povećava učinkovitost. Biodizel ima reduciranu količinu ugljika te povećanu količinu vodika i kisika, što znači da pri izgaranju nastaje manje čestica neizgorenog ugljika. Iako čisti ukapljeni plin i vodik imaju čišće izgaranje, oni se koriste kod puno manje učinkovitih benzinskih motora i nisu lako dostupni. Biodizel je siguran za rukovanje i transport jer je biorazgradiv, 10 puta manje otrovan od kuhinjske soli i izgara na relativno visokoj temperaturi (148°C). Pripada skupini srednje dugih, C16-C18 lančanih masnih kiselina. Te molekule pokazuju sličnost s molekulama mineralnog dizelskog goriva. 
Kod proizvodnje i uporabe, emitira se 0,89 kg/l CO2, a kod mineralnog dizela 2,81 kg/l, što je 68% više. Maloprodajna cijena u Njemačkoj, u lipnju 2007. godine, iznosila je 9,31 kunu/l u odnosu na dizel s 8,42 kune/l. Ali za istu energiju kao što se dobiva litrom dizela, cijena je iznosila 9,21 kunu. Energija fosilnih goriva utrošena u proizvodnju biodizela i energija koju daje proizvedeni biodizel u odnosu su 1:2,5.

#### Biljno ulje
Jestivo biljno ulje se uglavnom ne koristi kao gorivo, ali manje kvalitetno ulje se može koristiti za tu svrhu. Kako bi se osiguralo da ubrizgavač pravilno raspršuje gorivo za njegovo efikasno izgaranje, biljno ulje mora biti zagrijano da bi se smanjila viskoznost. Taj postupak je lakši u podnebljima s toplijom klimom. Velike korporacije kao što su MAN B & W Diesel, Wartsila i Deutz imaju ponudu motora koji su prilagođeni za biljno ulje, bez potrebe dodatnih modifikacija. Biljno ulje također mogu koristiti starije izvedbe dizel motora, koji ne koriste uobičajen način ubrizgavanja goriva ili ubrizgavanje goriva pomoću elektronskog sustava. Zbog adekvatnog dizajna komore za izgaranje koja omogućuje indirektno ubrizgavanje goriva, ovakvi motori su najpogodniji za pogon na biljno ulje. Ovaj sistem omogućava relativno veće molekule ulja, dakle više vremena za izgaranje. 

#### Bioplin
Bioplin je plinovito gorivo koji se dobiva anaerobnom razgradnjom ili fermentacijom organskih tvari, uključujući gnojivo, kanalizacijski mulj, komunalni otpad ili bilo koji drugi biorazgradivi otpad. Sastoji se uglavnom od metana i ugljikovog dioksida. Kruti nusproizvod se može koristiti kao biogorivo ili gnojivo. U budućnosti bi mogao biti važan izvor energije.
Bioplin tj. smjesa plinova u kojoj je većina metan može se dobiti od svake biomase. Biomasa je svaka organska tvar nastala rastom bilja i životinja. Od svih obnovljivih izvora energije, najveći se doprinos u bližoj budućnosti očekuje od biomase. Svake godine na Zemlji nastaje oko 2.000 milijardi tona suhe biomase. Za hranu se od toga koristi oko 1,2%, za papir 1%, i za gorivo 1%. Ostatak, oko 96% trune ili povećava zalihe obnovljivih izvora energije. Od biomase se mogu proizvoditi obnovljivi izvori energije kao što su bioplin, biodizel, biobenzin, (etanol), a suha masa se može mljeti u sitne komadiće - pelete, koji se mogu spaljivati u automatiziranim pećima za proizvodnju topline i električne energije.

### Druga generacija biogoriva
Biogoriva druge generacije su biogoriva dobivena iz održivih sirovina. Održivost sirovine se definira dostupnošću sirovine, utjecajem na emisije stakleničkih plinova i utjecajem na bioraznolikost i korištenje obradivih zemljišta. Mnoga su još u razvoju, npr. celulozni etanol, biovodik, biometanol, itd. U proizvodnji celuloznog etanola se koriste usjevi koji se ne mogu koristiti u prehrani, celuloza – drvenasti dio strukture biljke. Ove sirovine ima dovoljno, a često se javlja i problem skladištenja takvog otpada (piljevina, kora citrusnog voća). No, proizvodnja je tehnički zahtjevna – u laboratorijima se pokušava izvesti prirodan proces enzimatskog raspadanja celuloze na jednostavne šećere koji bi fermentirali u bioetanol. 2009. godine znastvenici su pronašli nove gljivice čije djelovanje katalizira raspadanje na šećere pri visokim temperaturama. Procesi na visokim temperaturama, kao i mikroorganizmi koji te temperature mogu izdržati, predmet su sadašnjih istraživanja. Nedavno otkriće gljivice Gliocladium roseum omogućilo je proizvodnju takozvanog myco-dizela iz celuloze. Taj organizam posjeduje jedinstvenu sposobnost pretvaranja celuloze u ugljikohidrate manjih duljina koji se obično nalaze u dizelskim gorivima. Radi se i na rekombinaciji gena takvih organizama da bi se povećala mogućnost prirodnog dobivanja biogoriva. Znanstvenici na Novom Zelandu su razvili tehnologiju korištenja ugljičnog monoksida iz čeličana za dobivanje sirovine za fermentaciju etanola. U Minnesoti je razvijen sustav mikrobioloških kultura koje proizvode ugljikovodike iz vode, ugljičnog dioksida i uz pomoć sunčeve svjetlosti.

### Treća generacija biogoriva
Biogoriva treće generacije su biogoriva proizvedena iz algi. Na temelju laboratorijskih ispitivanja alge mogu proizvesti i do trideset puta više energije po hektaru zemljišta od žitarica kao što je soja. S višim cijenama fosilnih goriva, postoji dosta veliko zanimanje za uzgoj algi. Jedna od velikih prednosti ovakvog biogoriva je u tome što je biorazgradivo, tako da je relativno bezopasno za okoliš ako se dogodi havarija. United States Department of Energy procjenjuje kako će u budućnosti alge gorivo zamijeniti sva naftna goriva u SAD-u.

## Problemi u proizvodnji i upotrebi
Postoje razni socijalni, ekonomski, ekološki i tehnički problemi i pitanja u proizvodnji i upotrebi biogoriva. Neki od njih su: utjecaj na cijene nafte i naftnih derivata, debata „hrana vs. gorivo“, potencijal za smanjenje siromaštva, razina emisije CO2, održivi razvoj u proizvodnji biogoriva, deforestacija i erozija tla, smanjenje biodiverziteta, utjecaj na izvore pitke vode i utjecaj na efikasnost i balans u korištenju energije. The International Resource Panel u izvještaju o biogorivima zaključio je da se sva biogoriva ne ponašaju jednako i nemaju isti utjecaj na klimu, sigurnost dobave energije i ekosustave i da se utjecaji na društvo i okoliš trebaju pratiti kroz jedan životni vijek. Biogoriva čine mnogo za neke poljoprivredne proizvođače, ali malo za okoliš. Kukuruz, uzgaja li se u monokulturi, zahtijeva velike količine herbicida i dušičnih gnojiva te može uzrokovati veće smanjenje kakvoće tla nego druge kulture. Proizvodnja kukuruznog etanola troši gotovo toliko fosilnih goriva koliko ih etanol zamjenjuje. Zaštitari okoliša također strahuju da bi podizanje cijena kultura moglo potaknuti poljodjelce da počnu iskorištavati zemljišta trenutačno prepuštena zaštiti i očuvanju životinjskoga svijeta, pa i ona koja se rabe za proizvodnju hrane. Komisija UN-a je u srpnju 2007. godine upozorila da uporaba tla te opskrba hranom i vodom ne smiju biti ugroženi proizvodnjom biogoriva. Ne smiju biti ugroženi bioraznolikost i raznovrstan gospodarski rast, što osobito prijeti nerazvijenim zemljama. Želi li se osigurati da prednosti biogoriva ne budu na štetu proizvodnje hrane, jedini je način da se odvoji i osigura proizvodnja hrane. Iako su kukuruz i šećerna trska tradicionalni izvori etanola, on se može proizvoditi od biljnih stabljika, lišća ili piljevine – sirovina koje se najčešće bacaju. Vizionari biogoriva daju prednost višegodišnjim travama s dubokim korijenima koje vežu ugljik u tlu, pružaju stanište divljim životinjama, sprječavaju eroziju tla i daju obilje biogoriva.

## Zanimljivosti
- 2007. godine škotski vozač Dario Franchitti postao je prvi vozač koji je utrku 500 milja Indianapolisa dobio vozeći na čistom etanolu.
- Prvi automobil Henryja Forda rabio je alkohol, dok je Rudolf Diesel svoj motor pokrenuo uljem od kikirikija.
- Projekcija za 2020. godinu za Republiku Hrvatsku obvezuje ju da u području prijevoza mora potrošiti minimalno 260 000 tona biogoriva. Uz navedeno će ostati i više od 500 000 tona nusproizvoda (npr. pogača uljane repice ili kukuruzni trop).
- U Hrvatskoj rade pogoni za proizvodnju biogoriva: Modibit u Ozlju, Vitrex u Virovitici koji godišnje proizvode 28 000 tona biodizela, te Europa Mill u Vukovaru kapaciteta 35 000 tona godišnje.

## Vanjske poveznice
- Biogoriva Hrvatska tehnička enciklopedija, portal hrvatske tehničke baštine. LZMK